# Tradicijska kuća u Omamnu (Omamno 32)
Tradicijska drvena kuća u mjestu Omamno, općina Bedenica, na adresi Omamno 32 sagrađena je krajem 19. stoljeća. Prizemnica pravokutnog tlocrta građena je hrastovim planjkama međusobno spojenim na otesane ugle i izvana okrečena. Natkrivena je dvostrešnim krovom skošenog zabata prekrivenim crijepom. Unutarnja organizacija je tipična trodijelna. Sačuvana je stara stolarija. Unutar okućnice nalaze se četiri gospodarske zgrade. Kuća s okućnicom pripada dobro očuvanim vrijednim primjerima tradicijskog graditeljstva na zelinskom području.

## Zaštita
Pod oznakom Z-4249 zaveden je kao nepokretno kulturno dobro - pojedinačno, pravna statusa zaštićena kulturnog dobra, klasificirano kao "sakralna graditeljska baština".